# Campionati del mondo di ciclocross 2019
I Campionati del mondo di ciclocross 2019 (en.: 2019 UCI Cyclo-cross World Championships) si svolsero a Bogense, in Danimarca, dal 2 al 3 febbraio. Furono 5 le gare in programma, di cui tre maschili (categorie Elite, Under-23 e Juniores) e due femminili (categorie Elite e Under-23).

## Eventi
Sabato 2 febbraio:
- Uomini Junior
- Donne Under-23
- Donne Elite

Domenica 3 febbraio:
- Uomini Under-23
- Uomini Elite

## Medagliere
| Pos.   | Nazione       | Oro | Argento | Bronzo | Totale |
| ------ | ------------- | --- | ------- | ------ | ------ |
| 1      | Paesi Bassi   | 2   | 2       | 2      | 6      |
| 2      | Gran Bretagna | 2   | 0       | 0      | 2      |
| 3      | Belgio        | 1   | 3       | 2      | 6      |
| 4      | Francia       | 0   | 0       | 1      | 1      |
| Totale | Totale        | 5   | 5       | 5      | 15     |

## Podi
| Eventi            | Oro                              | Tempo    | Argento                     | Tempo | Bronzo                                 | Tempo |
| Gare maschili     |                                  |          |                             |       |                                        |       |
| Elite dettagli    | Mathieu van der Poel Paesi Bassi | 1h09'20" | Wout Van Aert Belgio        | a 16" | Toon Aerts Belgio                      | a 25" |
| Under-23 dettagli | Thomas Pidcock Gran Bretagna     | 47'42"   | Eli Iserbyt Belgio          | a 15" | Antoine Benoist Francia                | a 23" |
| Junior dettagli   | Ben Tulett Gran Bretagna         | 42'29"   | Witse Meeussen Belgio       | a 20" | Ryan Cortjens Belgio                   | a 27" |
| Gare femminili    |                                  |          |                             |       |                                        |       |
| Elite dettagli    | Sanne Cant Belgio                | 47'53"   | Lucinda Brand Paesi Bassi   | a 09" | Marianne Vos Paesi Bassi               | a 15" |
| Under-23 dettagli | Inge Van Der Heijden Paesi Bassi | 42'09"   | Fleur Nagengast Paesi Bassi | a 03" | Ceylin del Carmen Alvarado Paesi Bassi | a 08" |